# Fischbach (Taunus)
Fischbach (ehemals auch Fischbach am Reis) ist einer von sechs Stadtteilen von Kelkheim (Taunus) im südhessischen Main-Taunus-Kreis und gehört landschaftlich zum Vordertaunus. Fischbach ist ein bürgerlich geprägter Wohnbezirk und hat etwa 5700 Einwohner.

## Geographie

### Geographische Lage

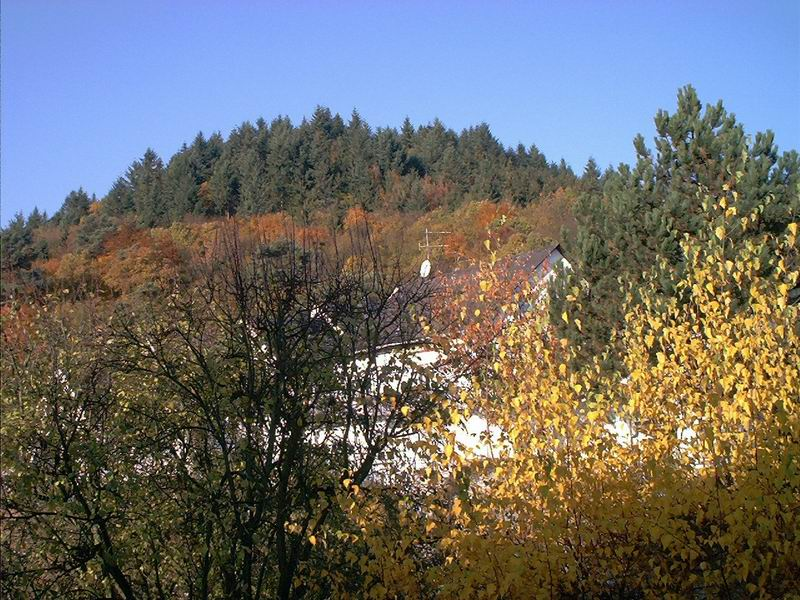
Häuser und Gärten am Hang des Fischbacher Kopfs

Der Ort liegt im Tal des gleichnamigen Fließgewässers im Vortaunus. Nachbarn sind die Kelkheimer Stadtteile Hornau im Osten, Kelkheim-Mitte im Südosten und Ruppertshain im Nordwesten sowie die Städte Hofheim und Eppstein im Westen.
Der namensgebende Bach entspringt unterhalb von Ruppertshain, fließt durch Fischbach und das enge Fischbachtal, bis er in Eppstein in den Schwarzbach mündet. Vorher fließen jedoch noch der Rettershofer Bach, der Kickelbach und der Pfuhlbach in den Fischbach. Fischbach steht außerdem am Fuße zweier Taunusberge: dem Staufen und dem Rossert sowie dessen südlicher Nebenkuppe Fischbacher Kopf.
Trotz der idyllischen naturräumlichen Lage ist Fischbach vor allem ein Wohnvorort in der Stadtregion Frankfurt. Während die drei Kelkheimer Stadtteile Münster, Kelkheim und Hornau vollständig miteinander verwachsen sind, liegen zwischen Fischbach und Hornau bzw. Kelkheim noch rund 200 Meter unbebautes Gebiet, die im Flächennutzungsplan als sogenannter „Regionaler Grünzug“ ausgewiesen und vor Bebauung geschützt sind.

### Verkehr
Die Bundesstraße 455 führt von Königstein über Fischbach nach Eppstein und Wiesbaden. Die ehemalige Durchgangsstraße wurde Anfang der 80er Jahre durch eine Umgehungsstraße ersetzt, die Fischbach jedoch nicht umgeht, sondern auf einem in der (damit weitgehend zerstörten) Fischbachaue aufgeschütteten Damm durchzieht. Die Ortsmitte an der Langstraße wird durch eine Brücke überquert. Die Verbindung nach Kelkheim-Mitte und weiter zur Frankfurter Innenstadt ist eine Landesstraße. Drei Buslinien des Rhein-Main-Verkehrsverbunds verbinden Fischbach mit der Außenwelt, vor allem dem Bahnhof der Königsteiner Bahn in Kelkheim.

### Gliederung des Ortes

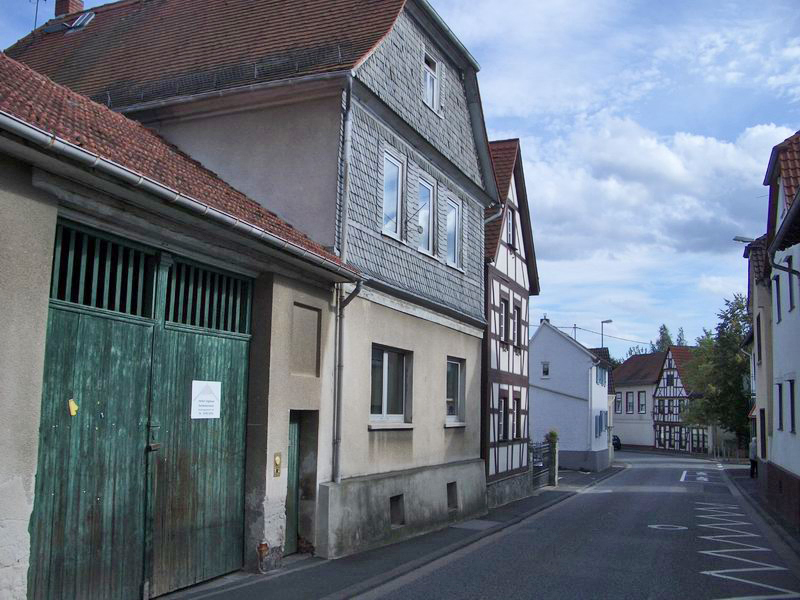
Die Langstraße im Ortskern

Der alte Ortskern liegt am Schnittpunkt der beiden Hauptstraßen Kelkheim–Ruppertshain und Königstein–Eppstein. Die erstere bildet im Bereich des alten Dorfs die Hauptstraße des Ortes, die Langstraße, von der nach beiden Seiten kurze Gassen abzweigen. Durch einen Graben und eine daran verlaufende dichte Hecke, die Straße Haingraben erinnert daran, sowie den Lauf des Fischbachs war der Ort auf einfache Weise vor unliebsamen Besuchern geschützt. Es existierten auch zwei Wachtürme nebst Toren, welche im Jahre 1348 erstmals erwähnt wurden. Der untere Turm befand sich ungefähr dort, wo jetzt der Hanseklingerbrunnen steht (Langstraße, Ecke Kirchgasse). Der obere Turm stand unweit der Langstraße, Ecke Eppsteiner Straße. Der obere Turm wurde 1818 verkauft und noch im gleichen Jahr abgerissen.
Im 19. Jahrhundert wuchs Fischbach entlang der Landstraßen, vor allem an der Kelkheimer und der Eppsteiner Straße. Nach dem Zweiten Weltkrieg wuchs der Ort durch die Ansiedlung Heimatvertriebener, woran Straßennamen wie Egerländer Straße und Königsberger Straße erinnern. Ihre Wohngebiete entstanden, ähnlich wie die seit den 1960er Jahren folgenden großen Einfamilienhausgebiete, vor allem beiderseits der Kelkheimer Straße im Süden des Ortes, rund um Staufenstraße und Sodener Straße. Im Norden entstand nur ein Wohngebiet auf dem Gelände einer ehemaligen Ziegelei, woran heute die Straße An der Ziegelei erinnert. Im Jahre 1905 entstand die Ziegelei aufgrund reger Bautätigkeit. 1920 wurde der Betrieb zum ersten Mal verkauft und wechselte bis zur Schließung Ende der 1950er Jahre oftmals den Besitzer.

## Geschichte

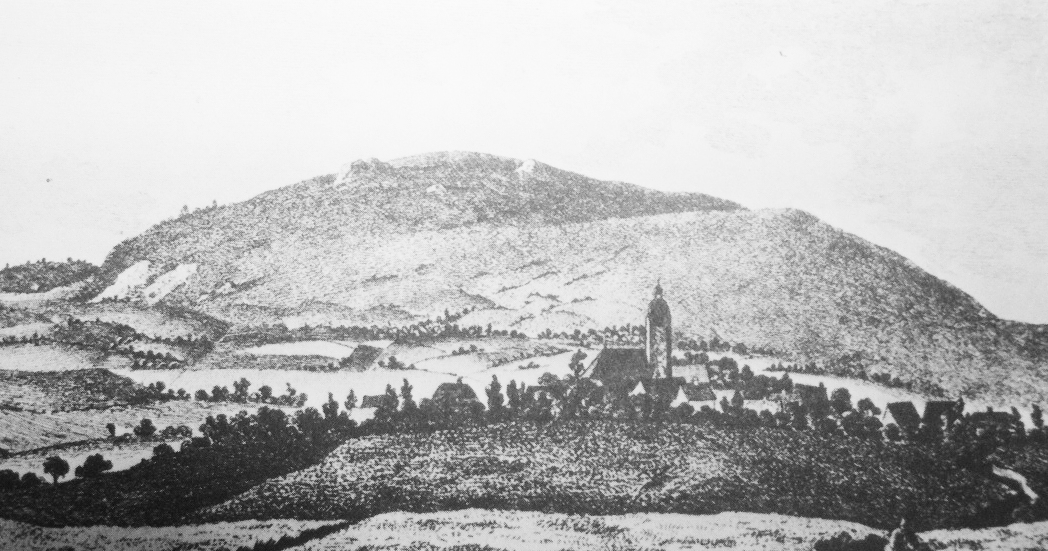
Fischbach von Osten im Jahre 1803. Im Hintergrund ist der Rossert zu sehen.

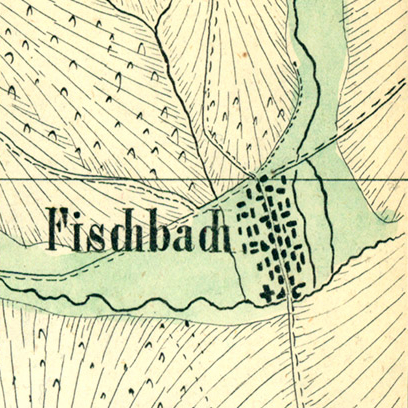
Fischbach im Jahre 1819. Im Norden wird der Ort durch die heutige Eppsteiner Straße begrenzt, östlich durch den Haingraben, westlich vom Pfuhlbach und im Süden vom Fischbach.

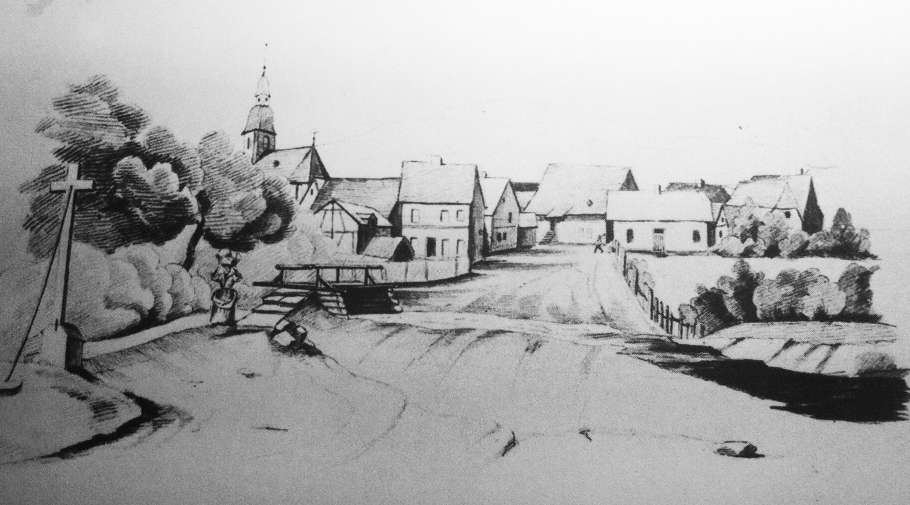
Die Langstraße 1841. Im Vordergrund sind der Fischbach und ein schmaler Holzsteg zu erkennen. Heute befinden sich an dieser Stelle die Straßenbrücke über den Fischbach, eine Bushaltestelle und die Brücke der B455.

### Vorgeschichte

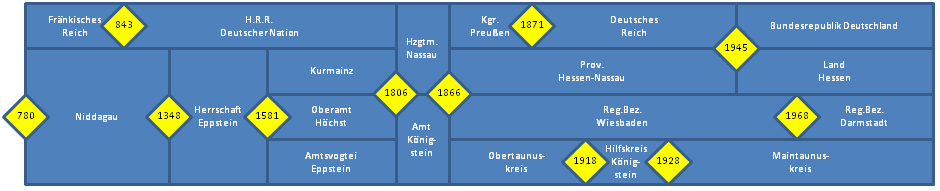
Die administrative Zugehörigkeit Fischbachs als Zeitstrahl.

Am Hühnerberg wurden im Jahr 2022 durch eine Untersuchung mittels Magnetometer (archäologische Prospektion) mindestens fünf Langhäuser nachgewiesen, in denen ganze Sippen gelebt haben. Die Kombination mit Funden von Scherben und Klingen aus Feuerstein datiert die Siedlung in die Linear-Bandkeramik, etwa 5500 v. Chr.
Besiedelt war die Fischbacher Gemarkung nachweislich bereits seit dem 18.–13. Jahrhundert v. Chr. Darauf lassen die Hügelgräber in der Fischbacher Halbehl schließen.
Am Südosthang des Staufen wurde eine Potinmünze vom keltischen Stamm der Leuker aus dem ersten Jahrhundert vor Christus gefunden. Nach den Kelten lebten vermutlich in dieser Gegend die germanischen Mattiaker. Sie sollten später in den Rheinfranken aufgehen. Die Römer begannen nach der Varusschlacht zwischen 107 und 115 n. Chr. den obergermanischen Limes zu errichten. Fischbach liegt südlich des Limes und war somit in jener Zeit unter römischer Kontrolle als Teil der Civitas Mattiacorum bzw. Civitas Taunensium (je nachdem ob der Schwarzbach oder die Nidda als Grenze zwischen den beiden Gebieten betrachtet wird) in der römischen Provinz Germania superior. Selbst nach dem Einfall der Alamannen 260 n. Chr. blieb diese Verwaltungseinheit bestehen. Nach der Eroberung durch die Franken im 6.–7. Jahrhundert n. Chr. ging die Gegend in den Eigenbesitz der fränkischen Könige über. Im Zuge dieser fränkischen Landnahme konnten sich Dörfer und Ortschaften etablieren.

### Mittelalter
Fischbach ist, wie viele Orte der Umgebung, eine fränkische (karolingische) Gründung. Die Urkunde, die die erste bekannte Erwähnung Fischbachs enthält, wurde auf das Jahr 780 datiert. Eine fromme Frau schenkte ihre Güter und zugehörige Leute in Fischbach an das Kloster Fulda. Im 8. und 9. Jahrhundert erscheinen auch Reichsrechte. 813 war der Ort als königliches Lehen im Besitz des Grafen Liutfried. Ab 890 war Fischbach Teil der Grafschaft Uualahes, und es gehörte im Früh- und Hochmittelalter dem Niddagau an.
1348 erscheinen die Herren von Eppstein als Grundherren, die den Ort anscheinend vom Mainzer Domstift zu Lehen hatte. 1505 wurde Fischbach Teil der neu gebildeten Grafschaft Königstein. 1535 erbten die Grafen von Stolberg den eppsteinischen Besitz und 1581 übernahm Kurmainz wiederum das stolbergische Erbe. Die Grafschaft wurde zum Oberamt Königstein, Fischbach gehörte dabei zur Amtsvogtei Eppstein. 1781 kam das Oberamt Königstein zum Oberamt Höchst. 1803 kam der Ort zunächst an Nassau-Usingen und 1806 an das Herzogtum Nassau. 1811 ging Fischbach mit der aufgelösten Amtsvogtei Eppstein an das Amt Königstein.

### Neuzeit
Nassau wurde 1866 nach dem verlorenen preußisch-österreichischer Krieg von Preußen annektiert und zum Regierungsbezirk Wiesbaden der preußischen Provinz Hessen-Nassau degradiert, die 1944 in die Provinzen Kurhessen und Nassau geteilt wurde. Mit letzterer kam Fischbach 1945 zum heutigen Land Hessen. Seit der Eingliederung nach Preußen gehörte Fischbach bis 1918 zum Obertaunuskreis (Kreisstadt: Bad Homburg vor der Höhe) nachdem die Ämter Königstein, Usingen und Homburg vereint wurden.
Zwischen 1918 und 1928 war der Ort aufgrund der französischen Besetzung des Brückenkopfs Mainz Teil des Kreises Königstein. Im Jahr 1928 kam das Dorf zum neu eingerichteten Main-Taunus-Kreis (Verwaltungssitz: Frankfurt-Höchst, seit 1980: Hofheim am Taunus).
Zum 1. Januar 1977 wurde Fischbach im Zuge der Gebietsreform in Hessen mit der damaligen Gemeinde Rossert (Ruppertshain, Eppenhain) und der Stadt Kelkheim zur erweiterten Stadt Kelkheim zusammengeschlossen. Ortsbezirke wurden nicht gebildet.

### Wirtschafts- und Sozialgeschichte

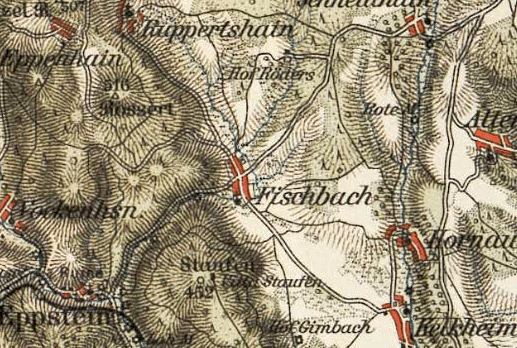
Fischbach, 1893. Die Königsteiner Bahn existiert noch nicht, der im Norden liegende Rettershof heißt hier noch „Röders“.

Wie viele andere Ortschaften blieb auch Fischbach im Laufe seiner Geschichte nicht von Kriegen und Krankheiten verschont. Historisch belegt ist eine Pestepidemie im Jahre 1666. 1672 flohen die verbliebenen Einwohner im Zuge des Holländischen Krieges vor Kurbrandenburgischen Truppen nach Kronberg.
Die Wirtschaft des Ortes basierte jahrhundertelang auf der Landwirtschaft und dem Obstanbau (die für den Vordertaunus typischen Streuobstwiesen). Ab Anfang des 19. Jahrhunderts war es Standort zahlreicher Schreinereien. Anders als in Kelkheim konnte sich die früher bedeutende Möbelindustrie in Fischbach nicht bis heute erhalten. Der tonhaltige Boden ermöglichte außerdem die Ansiedlung von Ziegeleien.
Auch die Industrie, vor allem die frühere Farbwerke in Frankfurt-Höchst, heute der Industriepark Höchst, boten seit dem späten 19. Jahrhundert den Fischbachern eine Erwerbsquelle. Die Eröffnung der Königsteiner Bahn 1902 verbesserte die Verbindung nach Frankfurt-Höchst erheblich, zuvor liefen viele Fischbacher Arbeiter jeden Morgen zu Fuß bis zum Bahnhof in Soden.
Am Ende des Zweiten Weltkriegs zählte Fischbach rund 1.000 Einwohner. Durch die Ansiedlung Vertriebener, vor allem aus dem Sudetenland, wurde diese Zahl nach Kriegsende fast verdoppelt. Einen noch größeren Wachstumsschub bedeutete die Suburbanisierung der 1960er und 1970er Jahre, als sich Fischbach von einem Taunusdorf in eine vorstädtische Frankfurter Wohngemeinde wandelte: die Einwohnerzahl stieg bis Anfang der 1980er Jahre auf fast 6.000 und verändert sich seitdem kaum noch.
Durch die starke Zuwanderung veränderte sich sowohl die Konfession (zuvor ganz überwiegend Katholiken) als auch die soziale Struktur der Einwohnerschaft: neben die alteingesessene Dorfbevölkerung, meist Handwerker neben einigen verbliebenen Landwirten, trat eine akademisch geprägte bürgerliche Mittelschicht, zu einem großen Teil Angestellte des nahen Industriepark Höchst.

### Fischbacher Soldaten in der Schlacht von Waterloo 1815
Folgende Fischbacher waren Teilnehmer bei der Schlacht von Waterloo:
- Andreas Fischer
- Heinrich Klarmann
- Matthias Ohlenschläger
- Andreas Thoma
- Martin Thoma, Korporal
- Peter Stark

Die Soldaten waren Teil der Herzoglich Nassauischen Armee. Es ist anzunehmen, dass sie Teil des 2. Herzoglich Nassauischen Infanterieregiments waren. Am 15. Juni stand das Regiment als Teil der Brigade des Prinzen von Sachsen-Weimar an der Straßenkreuzung von Quatre-Bras. Von hier aus sollte der französische Vorstoß aufgehalten werden. Gegen 14 Uhr am 16. Juni griffen die französischen Spitzen die Stellungen an. Über die folgenden Stunden verwickelte das Regiment die vorrückende französische Infanterie in Feuergefechte. Nur langsam konnten die Angreifer die Bataillone nach Norden abdrängen. Gegen 16:30 Uhr wendete sich die bedrohliche Lage langsam durch die britischen Verstärkungen zugunsten der Alliierten. Als die Briten zum Gegenangriff übergingen, wurden die französischen Truppen wieder in ihre Ausgangspositionen zurückgeworfen. Gegen 19 Uhr brachen die Franzosen den Kampf ab und zogen sich wieder auf Frasnes zurück. Die Verluste des 2. Regiments Nassau beliefen sich auf 14 Tote und 95 Verwundete.
Die nassauischen Truppen waren am 18. Juni entlang der gesamten alliierten Front verteilt. Die Brigade war nördlich des Gehöftes von Hougomont platziert. Das 2. Bataillon lag mit dem Regiment Nassau-Oranien No. 28 am Hof Papelotte. Beim ersten Angriff auf Hougomont wurden Teile des Regiments es in heftige Abwehrkämpfe verwickelt. Bis zum Mittag mussten die Kompanien sich auf das Gehöft und den inneren Garten zurückziehen, wo sie mit britischen Verstärkungen ihre Verteidigungslinien bis zum Abend halten konnten. Die Brigade unter dem Befehl des Prinzen von Sachsen-Weimar stand seit dem 17. Juni vor den Gehöften von Papelotte und La Haye. Zu Beginn der Schlacht griff die Division Durutte mit Kavallerieunterstützung diesen Abschnitt an. Die Tirailleurs drängten die vorgeschobenen Posten der Nassauer zurück, jedoch schaffte ein Gegengriff von weiteren zur Hilfe eilenden Kompanien kurzzeitig wieder Freiraum. Gegen 15 Uhr erreichten die ersten Spitzen der preußischen Armee das Dorf Plancenoit und lenkten damit die Aktivitäten der französischen Truppen in die östliche Richtung ab. General Durutte begann einen erneuten Vorstoß auf Papelotte und zwang die schwächeren Nassauer, sich bis zum Gehöft zurückzuziehen. Wieder entwickelte sich ein länger anhaltendes Feuergefecht, bei dem die Nassauer ihre Linie trotz hoher Verluste auch durch Artilleriebeschuss bis zum Ende der Schlacht halten konnten.
Die Verluste an Toten, Verwundeten und Vermissten an den beiden Hauptkampftagen waren für die Regimenter hoch. So verlor das 2. Regiment 24 Offiziere und 323 Mann.

### Verwaltungsgeschichte im Überblick
Die folgende Liste zeigt die Staaten und Verwaltungseinheiten, denen Fischbach angehört(e):
- vor 1433: Heiliges Römisches Reich, Herrschaft Eppstein (1368: als Pfand im Besitz Hermanns und Reißels von Homburg)
- ab 1507: Heiliges Römisches Reich, Herrschaft Eppstein-Münzenberg, Kellerei Eppstein
- ab 1507: Heiliges Römisches Reich, Herrschaft Eppstein-Königstein, Oberamt Königstein
- ab 1581: Heiliges Römisches Reich, Kurfürstentum Mainz, Oberamt Höchst und Königstein, Amtsvogtei Königstein
- ab 1803: Heiliges Römisches Reich, Fürstentum Nassau-Usingen,[Anm. 2] Amt Königstein
- ab 1806: Herzogtum Nassau,[Anm. 3] Amt Königstein[Anm. 4]
- ab 1849: Herzogtum Nassau, Kreisamt Höchst
- ab 1854: Herzogtum Nassau, Amt Königstein
- ab 1867: Königreich Preußen,[Anm. 5] Provinz Hessen-Nassau, Regierungsbezirk Wiesbaden, Obertaunuskreis[Anm. 6]
- ab 1871: Deutsches Reich,[Anm. 7] Königreich Preußen, Provinz Hessen-Nassau, Regierungsbezirk Wiesbaden, Obertaunuskreis
- ab 1886: Deutsches Reich, Königreich Preußen, Provinz Hessen-Nassau, Regierungsbezirk Wiesbaden, Obertaunuskreis
- ab 1918: Deutsches Reich, Freistaat Preußen,[Anm. 8] Provinz Hessen-Nassau, Regierungsbezirk Wiesbaden, Obertaunuskreis
  - 1919–1930: Hilfskreis Königstein in der französischen Besatzungszone
- ab 1928: Deutsches Reich, Freistaat Preußen, Provinz Hessen-Nassau, Regierungsbezirk Wiesbaden, Main-Taunus-Kreis
- ab 1944: Deutsches Reich, Freistaat Preußen, Provinz Nassau, Main-Taunus-Kreis
- ab 1945: Amerikanische Besatzungszone,[Anm. 9] Groß-Hessen, Regierungsbezirk Wiesbaden, Main-Taunus-Kreis
- ab 1946: Amerikanische Besatzungszone, Hessen, Regierungsbezirk Wiesbaden, Main-Taunus-Kreis
- ab 1949: Bundesrepublik Deutschland, Hessen, Main-Taunus-Kreis
- ab 1968: Bundesrepublik Deutschland, Hessen, Regierungsbezirk Darmstadt, Main-Taunus-Kreis
- ab 1977: Bundesrepublik Deutschland, Hessen, Regierungsbezirk Darmstadt, Main-Taunus-Kreis. Stadt Kelkheim

## Bevölkerung

### Einwohnerstruktur 2011
Nach den Erhebungen des Zensus 2011 lebten am Stichtag dem 9. Mai 2011 in Fischbach 5643 Einwohner. Darunter waren 471 (8,3 %) Ausländer.
Nach dem Lebensalter waren 1047 Einwohner unter 18 Jahren, 2205 zwischen 18 und 49, 1104 zwischen 50 und 64 und 1287 Einwohner waren älter.
Die Einwohner lebten in 2481 Haushalten. Davon waren 399 Singlehaushalte, 822 Paare ohne Kinder und 732 Paare mit Kindern, sowie 183 Alleinerziehende und 42 Wohngemeinschaften. In 597 Haushalten lebten ausschließlich Senioren und in 1614 Haushaltungen lebten keine Senioren.

### Einwohnerentwicklung
- 1539: 22 Häuser
- 1543: 30 Hausgesesse
- 1550: 29 Häuser
- 1581: 30 Hausgessese
- 1587: 35 Hausgessese
- 1592: 31 Häuser
- 1612: 26 Häuser
- 1626: 32 Häuser
- 1648: 19 Häuser
- 1668: 90 Einwohner
- 1805: 78 Gemeindemitglieder und neun Witwen

| Ruppertshain: Einwohnerzahlen von 1700 bis 2021 | Ruppertshain: Einwohnerzahlen von 1700 bis 2021 | Ruppertshain: Einwohnerzahlen von 1700 bis 2021 | Ruppertshain: Einwohnerzahlen von 1700 bis 2021 | Ruppertshain: Einwohnerzahlen von 1700 bis 2021 |
| --- | ----------------------------------------------- | ----------------------------------------------- | ----------------------------------------------- | ----------------------------------------------- |
| Jahr |                                                 |                                                 |                                                 | Einwohner                                       |
| 1700 | 1700                                            |                                                 | 164                                             | 164                                             |
| 1725 | 1725                                            |                                                 | 182                                             | 182                                             |
| 1750 | 1750                                            |                                                 | 265                                             | 265                                             |
| 1817 | 1817                                            |                                                 | 464                                             | 464                                             |
| 1834 | 1834                                            |                                                 | 493                                             | 493                                             |
| 1840 | 1840                                            |                                                 | 456                                             | 456                                             |
| 1846 | 1846                                            |                                                 | 529                                             | 529                                             |
| 1852 | 1852                                            |                                                 | 581                                             | 581                                             |
| 1858 | 1858                                            |                                                 | 657                                             | 657                                             |
| 1864 | 1864                                            |                                                 | 556                                             | 556                                             |
| 1871 | 1871                                            |                                                 | 633                                             | 633                                             |
| 1875 | 1875                                            |                                                 | 628                                             | 628                                             |
| 1885 | 1885                                            |                                                 | 756                                             | 756                                             |
| 1895 | 1895                                            |                                                 | 925                                             | 925                                             |
| 1905 | 1905                                            |                                                 | 1.020                                           | 1.020                                           |
| 1910 | 1910                                            |                                                 | 1.140                                           | 1.140                                           |
| 1925 | 1925                                            |                                                 | 1.307                                           | 1.307                                           |
| 1939 | 1939                                            |                                                 | 1.675                                           | 1.675                                           |
| 1946 | 1946                                            |                                                 | 1.801                                           | 1.801                                           |
| 1950 | 1950                                            |                                                 | 2.039                                           | 2.039                                           |
| 1956 | 1956                                            |                                                 | 2.265                                           | 2.265                                           |
| 1961 | 1961                                            |                                                 | 3.292                                           | 3.292                                           |
| 1970 | 1970                                            |                                                 | 3.761                                           | 3.761                                           |
| 1980 | 1980                                            |                                                 | 5.666                                           | 5.666                                           |
| 1987 | 1987                                            |                                                 | 5.368                                           | 5.368                                           |
| 1993 | 1993                                            |                                                 | 5.493                                           | 5.493                                           |
| 2011 | 2011                                            |                                                 | 5.643                                           | 5.643                                           |
| 2015 | 2015                                            |                                                 | 5.836                                           | 5.836                                           |
| 2021 | 2021                                            |                                                 | 5.860                                           | 5.860                                           |
| Datenquelle: Historisches Gemeindeverzeichnis für Hessen: Die Bevölkerung der Gemeinden 1834 bis 1967. Wiesbaden: Hessisches Statistisches Landesamt, 1968. Weitere Quellen: LAGIS; Stadt Kelkheim; Zensus 2011 |                                                 |                                                 |                                                 |                                                 |

### Historische Religionszugehörigkeit
Quelle: Historisches Ortslexikon
| • 1885: | 35 evangelische (= 5,57 %), 593 katholische (= 94,43 %) Einwohner    |
| • 1961: | 708 evangelische (= 31,65 %), 1484 katholische (= 65,52 %) Einwohner |

## Wappen

Schild von Rot und Silber/Weiß gespalten; vorne Silber/Weiß Schrägbach mit zwei roten Fischen, hinten zwei rote Sparren.

Das Wappen hat seinen Ursprung in einem Gerichtssiegel, welches bereits vor 1581 entstand und seit 1612 belegt ist. Das „redende“ Ortszeichen vereint in sich einen Bach mit Fischen und roten Sparren. Die Sparren sind das Zeichen der Herren von Eppstein. Dieses Ursprungswappen wurde mit dem Übergang des Ortes an Kurmainz angepasst. In einem zweiten Gerichtssiegel – dessen Siegelstempel erhalten ist – wurden die Sparren auf der rechten Seite des Wappens durch das Mainzer Wappenzeichen ersetzt und zusätzlich mit zwei Blüten gefüllt. Durch den Übergang des Ortes 1816 nach Nassau verschwand das Mainzer Rad wieder aus dem Ortszeichen und kehrte zu seiner ursprünglichen Form zurück.

## Sehenswürdigkeiten

### Kirche Hl. Dreifaltigkeit

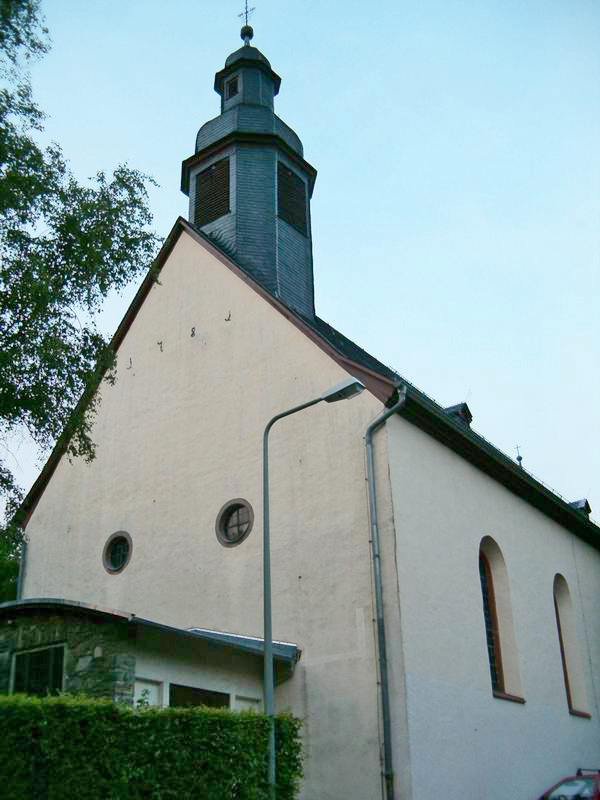
Die katholische Dreifaltigkeitskirche von 1781

Die der Heiligen Dreifaltigkeit geweihte Fischbacher Dorfkirche ersetzte 1781 den Vorgängerbau von 1686. Eine Pfarrei ist bereits seit 1328 belegt. Ursprünglich als St. Matthäus wurde sie mit Übernahme des Gimbacher Altars neu geweiht.
Pfarrer Konrad Anderetsch wandte sich 1778 mit einem dringenden Gesuch um „Reparatur und Erweiterung“ der alten Kirche an die erzbischöfliche Behörde in Mainz. Daraus resultierten die Rechnungen über die Kirchen-Gefälle zu Fischbach aus den Jahren 1781 bis 1787. Diese Rechnungen wurden vom Kirchenbaumeister Johann Wittekind geführt. Ebenfalls beteiligt an der Organisation waren Schultheiß Leicher und der Eppsteiner Amtskeller Wentzel.
Man hatte wahrscheinlich im Jahre 1780 die alte Kirche abgebrochen und ihre baulichen Reste, soweit sie nicht wieder verwertet werden konnten, versteigert. So ging der alte Altar sowie die Kommunikantenbank an die Kirche nach Vockenhausen. Bis auf einige Mauerreste der ehemaligen alten Sakristei hinter dem heutigen Hauptaltar war vom Vorgängerbau aus dem Jahre 1686 nichts mehr vorhanden.
Für den Bau wurden Materialien aus der Umgebung heran geschafft. So kamen die Steine aus Oberjosbach und Vockenhausen sowie Sand aus Schneidhain. Oberliederbacher, Niederhofheimer, Sossenheimer und Zeilsheimer brachten Holz aus Höchst heran. Diese Holzfuhren aus Höchst lassen die Vermutung zu, dass ein großer Teil des in der Kirche verbauten Holzes mit Flößen mainabwärts aus Franken gekommen ist.
Zusätzlich kam Holz aus Bremthal, Ehlhalten, Schneidhain, Niederjosbach, Wildsachsen, Langenhain, und Schlossborn. Kalk wurde aus Niederjosbach, Kelkheim und Massenheim geliefert.
Ursprünglich war an der Westseite der Kirche ein steinerner Turm geplant, der nicht errichtet wurde. Stattdessen baute man den heutigen hölzernen Dachreiter mit der Haube. Die Gesamtkosten des Baus betrugen rund 10.000 Gulden – zum Vergleich: ein Tagelöhner verdiente 1766 in der Porzellanmanufaktur Höchst im Monat rund 8 Gulden, ein Farbenhersteller 20 Gulden.
An Fronleichnam, dem 14. Juni 1781 wurde vermutlich die Fertigstellung des Rohbaues gefeiert. Wann die Kirche geweiht wurde, geht aus den Kirchenrechnungen nicht hervor.
Beteiligte Handwerker am Neubau der Kirche 1781 waren:
- Mauerarbeiten: Peter Hackel, Eppstein
- Zimmerarbeiten: Conrad Sauer, Eppstein
- Schlosserarbeiten: Meister Alter, Königstein
- Dachdeckerarbeiten: Georg Becker, Königstein
- Weißbinderarbeiten: Meister Usinger, Oberursel.
- Schreinerarbeiten: Leonhard Fischer von Eppstein + Johann Friedrich Ohlenschläger, Fischbach
- Glaserarbeiten: Adam Grosch, Eppstein
- Innenausstattung: Schreinermeister Peter Adam, Eddersheim und Bildhauer Sebastian Pfaff, Mainz
- Orgelmacher: Mahr, Wiesbaden – geliefert von Hofmann Engel, Bierstadt
- Schlossermeister: Johann Caspar Zons, Königstein
- Reliquienfassungen: Maria Anna Pleines, Fischbach
- Schmiedemeister: Wendel Wittenkind, Fischbach
- Nagelschmied: Philipp Mar
- Vergolder: Johann Willhelm Fridinger, Mainz
- Sailerarbeiten: Carl Sauer, Frankfurt.
- Spenglerarbeiten: Peter Roos, Ruppertshain

Die Kirche besitzt einige Ausstattungsstücke des 18. Jh. und bietet von der benachbarten, tiefer liegenden Fischbachaue einen imposanten Anblick. Die Kreuzigungsgruppe im Chor wurde 1719 von Cornelius Andreas Donett für die ehemalige Kapuzinerkirche in Frankfurt am Main geschaffen. Die Orgel wurde 1964 durch die Firma Klais, Bonn völlig neu geschaffen. Die Plastiken einer Immakulata, eines Hl. Matthäus, eines Hl. Wendelin, eines Hl. Nepomuk, sowie ein Dreifaltigkeitsrelief, im Inneren der Kirche stammen aus dem 18. Jahrhundert. In der Seitenkapelle befindet sich der Roteldisstein, ein christlicher Grabstein aus dem 7. Jahrhundert vom Gimbacher Kirchhof. Der Stein ist ein Indiz für die frühe Christianisierung des Taunusgebietes. Darüber hinaus befindet sich in der Seitenkapelle ein Glasgemälde des Hl. Antonius, entstanden am Ende des 14. Jahrhunderts, sowie ein Dreifaltigkeitsbild von 1717, welches ebenfalls aus der Gimbacher Wallfahrtskapelle stammt. Der Friedhof des Ortes befand sich bis 1826 bei der Kirche und wurde dann auf die Reiskirch verlegt. Die Reiskirch war vermutlich die Bezeichnung einer Feldkapelle an der heutigen Kelkheimer Straße (Nr. 32–34). 1839 wurde der Standort jedoch wieder aufgegeben und an seinen jetzigen Ort im Norden von Fischbach verlegt.
Fischbacher Pfarrer seit 1604 waren:
- 1604–1636 Peter Kauth
- 1636–???? Jakob Kummer
- 1660 Johannes Reinerus
- 1666–1671 Johann Anton Baster
- 1671–1686 Leonard Closi
- 1686–1692 Andreas Pfeifer
- 1692–1695 Nikolaus Siebert
- 1695–1698 Hebenstreit Curatus
- 1698–1708 Heinrich Orth
- 1708–1710 Johann Conradi
- 1710–1717 Johann Georg Merz
- 1717–1749 Andreas Orth
- 1749–1755 Heinrich Mayworm
- 1755–1769 Georg Külsheimer
- 1769–1793 Konrad Anderetsch
- 1793–1794 Arsenius Hochheimer
- 1794–1806 Franz Anton Backhaus
- 1806–1812 Franz von Schwarz
- 1812–1828 Josef Spieß
- 1828–1829 Josef Devora
- 1829–1843 Franz Petermann
- 1843 P. Müller
- 1843–1866 August Riegl
- 1866–1886 Josef Born
- 1886–1921 Anton Horn
- 1921–1952 Friedrich Jansen
- 1952–1976 Franz Pabst
- 1976–1988 Bertram Rohr[32]
- 1988–2022 Josef Peters[33]
- seit 2022 Pastoralteam Andrzej Lelen und Klaus Waldeck[34]

### Kirche St. Johannes
Wie überall im ehemals kurmainzischen Gebiet ist die Fischbacher Bevölkerung traditionell katholisch. Aufgrund der vielen evangelischen Zuwanderer seit Kriegsende wuchs die Nachfrage nach einer evangelischen Kirche: die Fischbacher Protestanten mussten in der Talkirche in Eppstein am Gottesdienst teilnehmen. In den 50er Jahren wurde schließlich eine eigene Gemeinde von Pfarrer Udo Weishaupt gegründet, die nach Johannes dem Täufer benannt wurde und am Paradiesweg 1958 eine Kirche erhielt. Die Kirche ist im zeittypischen modernen Stil gehalten und besitzt großflächige, bunte Glasfenster.

### Rettershof

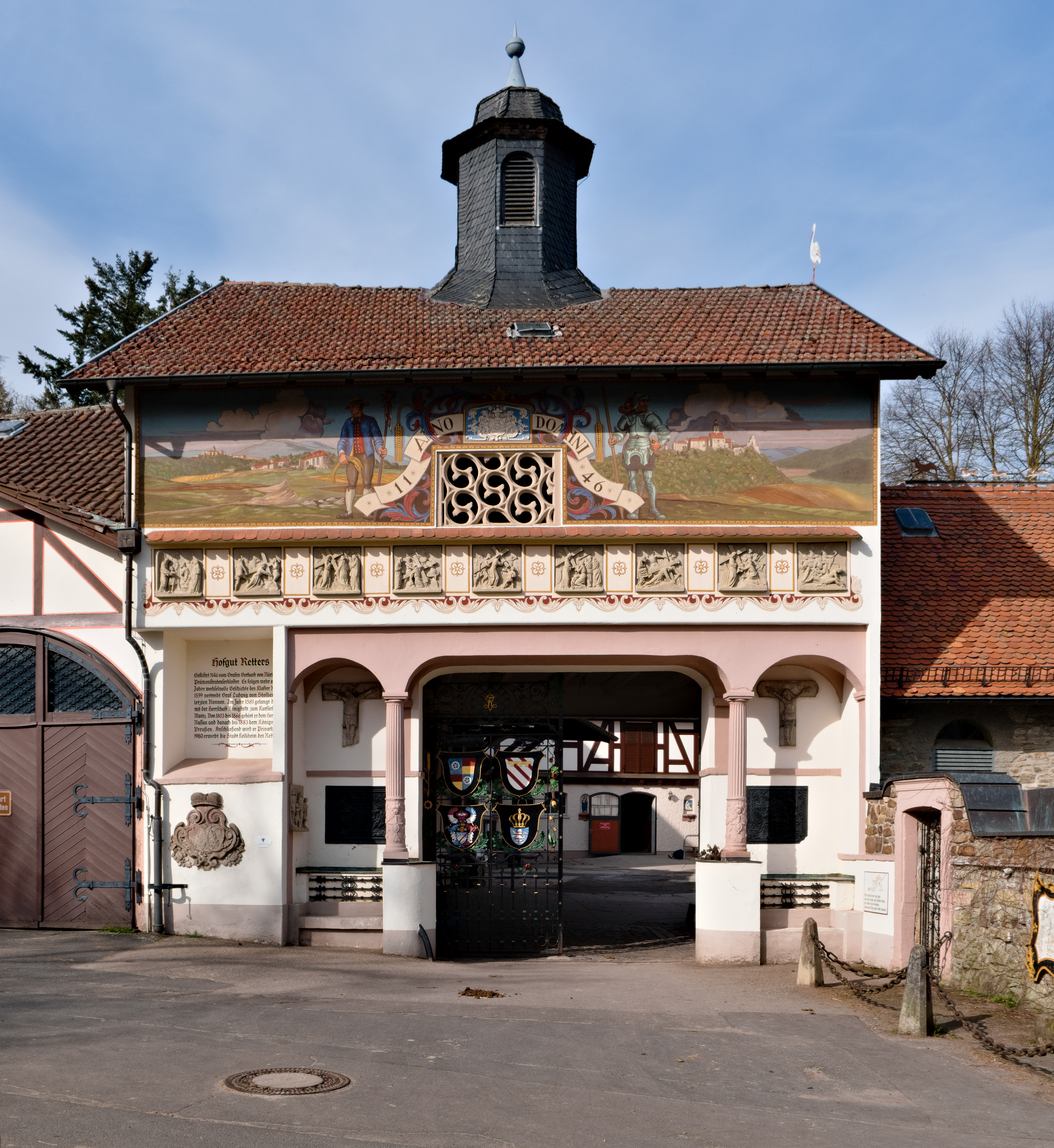
Hofgut Retters

Der Rettershof, nordöstlich von Fischbach am Waldrand gelegen, entstand 1146 als Kloster der Prämonstratenser. Im Zuge der Reformation ließ der Landesherr das Kloster 1559 schließen und in ein Hofgut umwandeln. 1884 wurde das Gut privatisiert, der neue Eigentümer, ein Engländer, ließ ein neues Herrenhaus im Tudorstil errichten. Seine Nachfolger gründeten 1938 ein Ausflugslokal, in dem die Produkte des Hofguts angeboten wurden.
Der Rettershof wurde 1980 von der Stadt Kelkheim gekauft und saniert. Er besteht heute im Wesentlichen aus drei Teilen: dem historistisch gestalteten Vierseithof des eigentlichen Hofguts, dem ehemaligen Herrenhaus westlich davon sowie dem Ausflugslokal im Osten. Im Süden liegt außerdem ein Reitplatz. Das Herrenhaus war in den 1970er Jahren kurzzeitig Sitz der Europazentrale der Hare-Krishna-Sekte und beherbergt heute, nach Erweiterung um einen Anbau mit 35 Zimmern, ein Schlosshotel der oberen Preisklasse.

### Fischbacher Halbehl

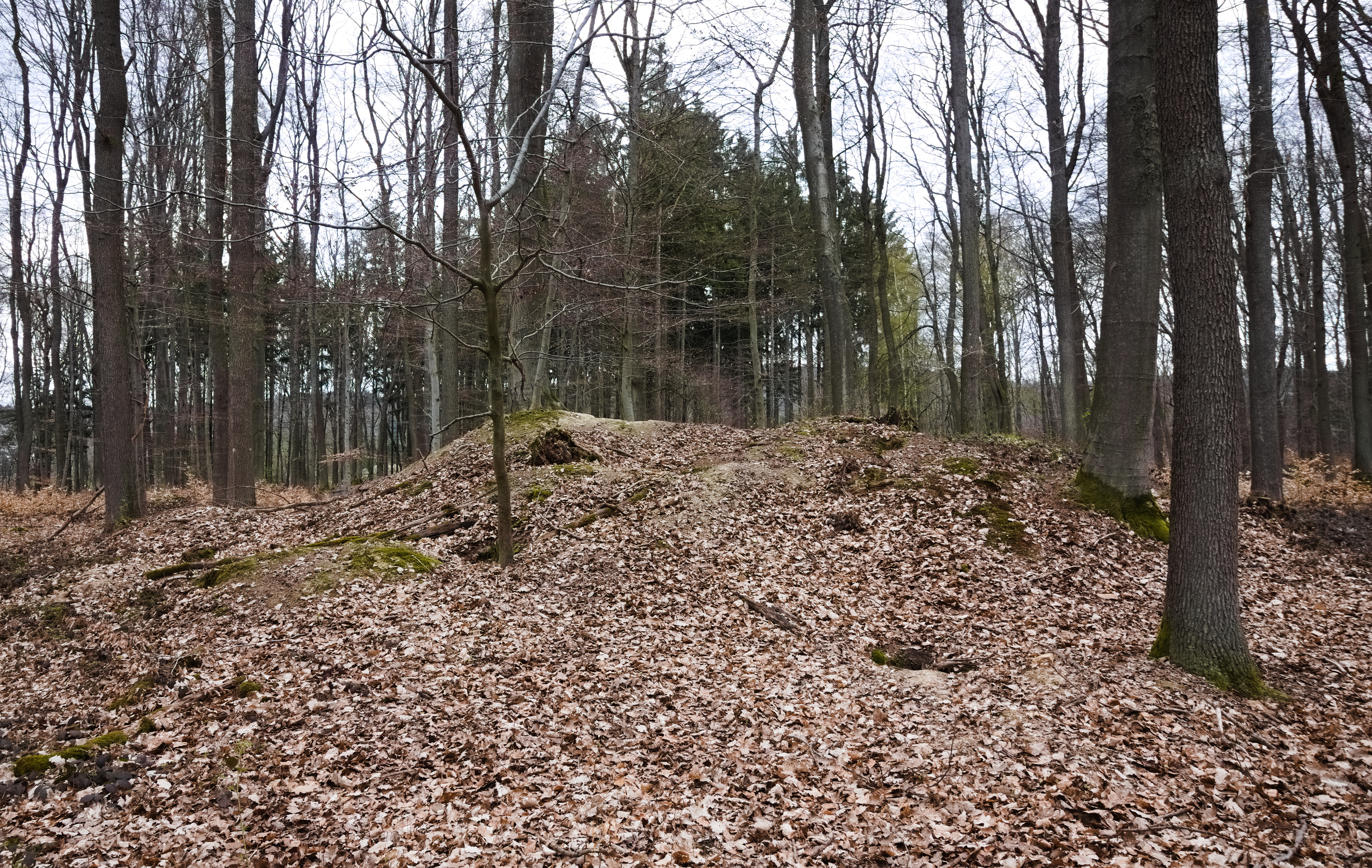
Reste eines bronzezeitlichen Grabhügels im Fischbacher Halbehl

Unweit des Rettershofs befindet sich innerhalb der Fischbacher Gemarkung das Waldstück Halbehl. Dort liegt mit etwa 50 Grabhügeln aus der Bronzezeit das größte Grabfeld dieser Art des Main-Taunus-Kreis. Die Grabhügel waren einst regelrechte Bauwerke mit einer umlaufenden Mauer, die den Erdhügel stützten. Die Gräber haben heute einen Durchmesser von 5 bis 24 Meter und erreichen eine Höhe bis 2,60 Meter. Die Toten waren meist Ackerbauern und Viehzüchter, die vermutlich unfern der Grabfelder siedelten. In der Mitte des 19. Jahrhunderts untersuchten sowohl zwei der Gagern-Brüder als auch der Nassauische Altertumsverein die Gräber. Über Funde ist nur wenig bekannt. Die meisten Grabhügel waren leer. Die einzigen datierbaren Fundstücke stammen aus dem 18.–13. Jahrhundert v. Chr.

### Gimbacher Hof

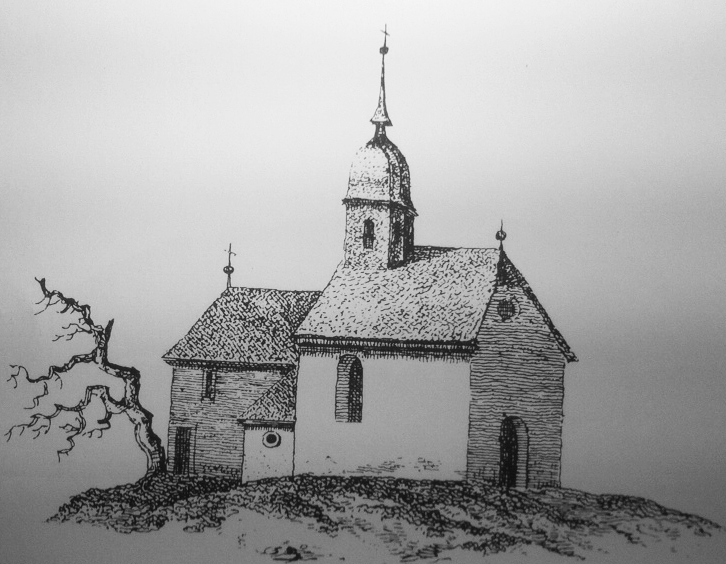
Zeichnung der Wallfahrtskapelle aus dem Jahre 1803.

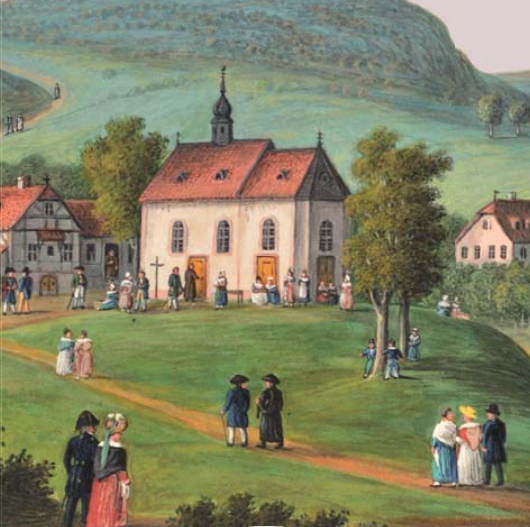
Gimbach Wallfahrtskapelle. Gouache von Johann Gottschalk aus dem Jahre 1813.

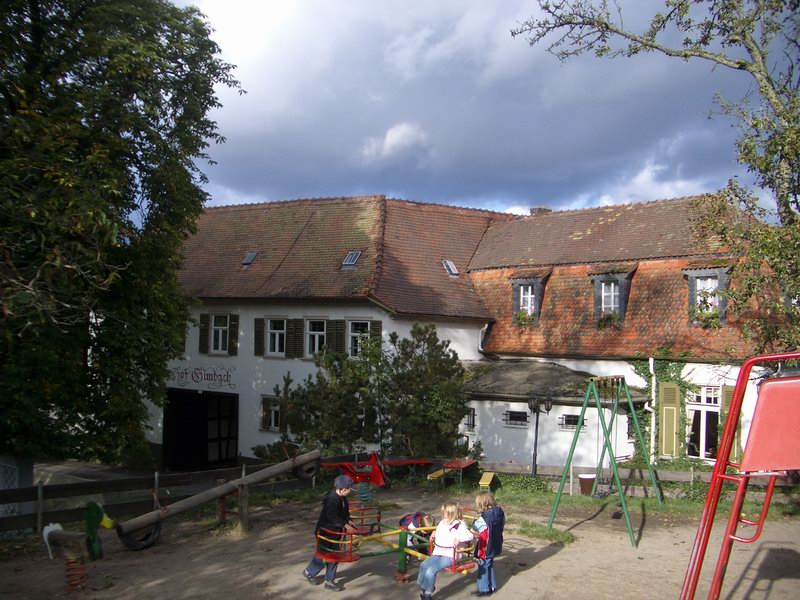
Gimbacher Hof

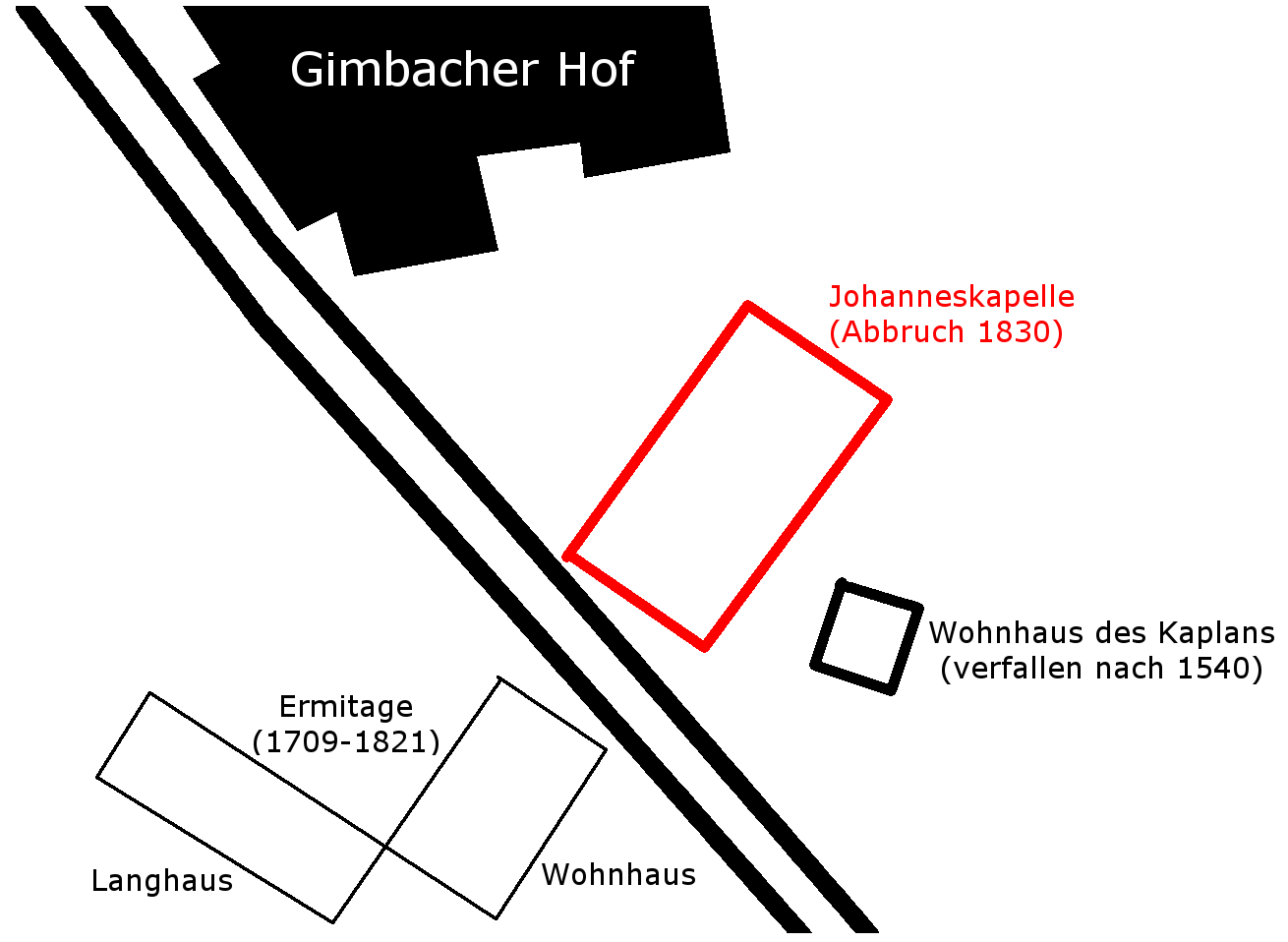
Lageplan der einstigen Wallfahrtskapelle St. Johannes zu Gimbach.

Obwohl das Hofgut Gimbach heute von Kelkheim-Mitte aus angefahren wird und am Rand der dortigen Wohnbebauung liegt, gehört es zur Fischbacher Gemarkung. Der einen knappen Kilometer lange Weg von Fischbach zum Gimbacher Hof ist nur für Fußgänger und Radfahrer benutzbar und führt durch ein Naturschutzgebiet (Förstergrund/Barthelsteiner Grund) mit Streuobstwiesen. Das Hofgut betreibt heute Pferdezucht, eine Apfelweinkelterei, einen Campingplatz und nach wie vor ein Ausflugslokal mit Biergarten, das vor allem bei jungen Leuten und Familien im weiten Umkreis beliebt ist. Das heutige Wohnhaus mit Gaststube besteht bereits seit 1764 und nennt sich Hof Gimbach.
Der Name geht auf den Gimbach zurück, welcher in der Nähe des Gimbacher Hofes in einer Quellwiese entsteht; erstmals 1287 als „Gynnenbach“ erwähnt. Der Namensteil 'Gyn' oder 'Gim' verweist auf den Männernamen Ginno. Im gleichen Jahr wird auch eine Kapelle nebst Friedhof genannt. Der im Jahre 1833 dort gefundene Roteldisstein stammt aus dem 7. Jahrhundert und lässt vermuten, dass es bereits zur Zeit der Merowinger eine klerikale Anlage gegeben hat. Sie war Johannes dem Täufer geweiht. Es liegt nahe, in ihr eine frühmittelalterliche Taufkirche zu sehen. Das Taufwasser holte man aus dem nahen Johannesborn, einer Quellwiese im Wald. Der herrschaftliche Hof Gimbach wurde erstmals 1534 im Besitz der Herren von Eppstein-Königstein erwähnt. Eine archäologische Grabung im Jahre 2011 legte den genauen Standort der einstigen Wallfahrtskapelle fest. Weitere Grundmauerreste lassen auf einen quadratischen Fachwerkbau schließen, der sich neben der Kapelle befand. Gefundene Keramik- und Glasfragmente lassen eine Datierung ins 14. – 16. Jahrhundert zu. Hier wohnten wahrscheinlich die Kapläne von Gimbach, die als Betreuer der Kapelle von 1300 bis 1538 in Urkunden genannt werden.
1708/09 baute der Eppsteiner Amtskeller Johann Jakob Lipp an der Stelle der alten Johanneskapelle eine neue Wallfahrtskapelle. Der Mainzer Kurfürst Lothar Franz von Schönborn erwirkte zu jener Zeit bei Papst Clemens XI. einen vollkommenen Ablass der Sünden für alle Gimbach-Pilger für den Tag des Dreifaltigkeitsfests(Sonntag nach Pfingsten). Dazu siedelte er dort eine Eremiten-Bruderschaft an. Die Ermitage diente bereits vor 1716 zur besonderen Betreuung der Wallfahrer und der Versammlung der Eremiten der Erzdiözese bei ihren jährlichen Zusammenkünften. Die Kapelle war aus Feldsteinen und Taunusgestein erbaut, die Fenster und die Türen besaßen Sandsteingewände. Das mit Schiefer gedeckte Dach krönte ein Dachreiter. Nach Aufzeichnungen von 1813 hatte die Kapelle die Maße „einer kleinen Filialkirche“ von etwa 16 Meter Länge und 8,70 Meter Breite. Zu den Ausstattungsstücken zählten drei Altäre, eine bewegliche Kanzel, fünf bewegliche Beichtstühle, alte Kirchenstühle und mehrere alte Bilder. Für mehr Plätze sorgte eine Männerempore. Herzstück war das 1717 neu gestiftete Gnadenbild, das die Aufnahme Marias in den Himmel durch die Heilige Dreifaltigkeit zeigt.
Seit 1731 existiert eine Gaststätte für die Pilger, als Johann Jakob Schmitt vom kurmainzischen Keller in Eppstein das Recht des Weinschanks an der Wallfahrtstagen erwarb. Die große Zahl der Wallfahrer machte 1755 den Bau eines Kommunikantenhauses notwendig. Überlieferungen zufolge besuchten an manchen Tagen mehrere hundert Menschen den Wallfahrtsort, was schnell zu Problemen führte. So kamen viele nicht wegen der Wallfahrt, sondern wegen des Wirtshauses nach Gimbach. So schrieb 1769 Pfarrer Johannes Conrad Anderetsch an das Generalvikariat nach Mainz: „Binnen 20 Jahren meines Hierseins habe ich noch keinen Kirchweihtag zu Gimbach erlebt, wo nicht Schlägereien daselbst vorgekommen sind. Ein einziger Hofbauer wohnet allda, der zur Vermehrung der Gefahr Wein, Bier und Branntwein ausschenkt.“
1810 ersuchte Pfarrer Franz von Schwarz die Nassauische Landesregierung, die Wallfahrt aufzuheben: „Es wird durchaus nötig sein, dem Wirt Schmitt das Zapfen zu verbieten. Das wäre das einzige Mittel, die Wallfahrt unschädlich zu machen, wenn man nicht für gut finden will, sie nach Fischbach zu verlegen und die Kirche zu Gimbach abzubrechen.“
Auch Dechant Franz Jakob Brand, der spätere erste Bischof des Bistums Limburg, empfahl 1818 in einem Schreiben die Auflösung der Wallfahrt und ihre Übertragung nach Fischbach: „Bei der Wallfahrtskapelle befindet sich ein Hofhaus. Der Eigentümer führet Wirtschaft für die Wallfahrenden. Da das Lokal sehr beengt ist, so sind oft die Zimmer, Scheune, Speicher dieses Wirtshauses besonders bei Regenwetter mit Gästen angefüllt, welche sich dem Trunke oft übernehmen, wie mir Augenzeugen versichern.“
Pfarrer Franz Joseph Spieß schrieb am 18. August 1818 zu diesen Verhältnissen: „Jedes Wirtshaus hat und behält seine Fehler. Die verdorbenen Jugend von Kelkheim ging nicht wegen der Kapelle, sondern wegen des Wirtshauses nach Gimbach, und dies wird nicht aufhören.“
1811 verließen die Eremiten Gimbach und im Jahre 1828 wurde die Wallfahrt letztlich verboten. Am 11. Juni 1830 wurde der Gimbacher Altar in die Pfarrkirche nach Fischbach gebracht. Dorthin führt die Gimbacher Wallfahrt bis heute. Die Johanneskapelle wurde noch im November 1830 abgerissen. Die Gebäude der Ermitage wurden bereits 1821 niedergelegt.

### Hanseklingerbrunnen
Der bronzene Brunnen an der Langstraße im Ortszentrum wurde 1987 durch Anregung des 1. Vors. Vereinsring Fischbach vom Kelkheimer Bildhauer Johannes Norbert Klarmann geschaffen. Er stellt einen Handwerksgesellen dar, der mit der Hand Wasser, welches aus dem Fischbacher Wappen herausfließt, auffängt und trinkt.
Die Herkunft des Namens Hanseklinger ist für die alten Fischbacher nicht eindeutig geklärt. Es gibt verschiedene Versionen woher der Name kommt. Die verbreitetste Erklärung verweist auf die zahlreichen Schreiner des Möbeldorfs, die ihre Handsäge (Hansee) bei den örtlichen Bauern schärfen (klingen) ließen. Eine weitere Version könnte von singenden Wallfahrern zur Johanneskapelle (Gimbacher Hof)herkommen („Johannesklinger“).
Eine weitere Erklärung: Schreiner benutzten die Ziehklinge, sie wurde mit der Hand bedient/gehalten („Handziehkling“).
Eine andere Erklärung ist diese: Der „Spottname“ Hanseklinger für die Fischbacher entstand 1830. In einer Ortschronik von Fischbach aus dem Jahre 1884 heißt es: "Eine überaus große Zahl Kinder und Erwachsene ging tagtäglich auf den Bettel. Dabei war die Trunksucht stark eingerissen und gab es eine ganze Gesellschaft professioneller Säufer, die so genannten Hanseklinger. Diese Erklärung blendet eine etymologische Betrachtung jedoch aus.

### Großer Mannstein

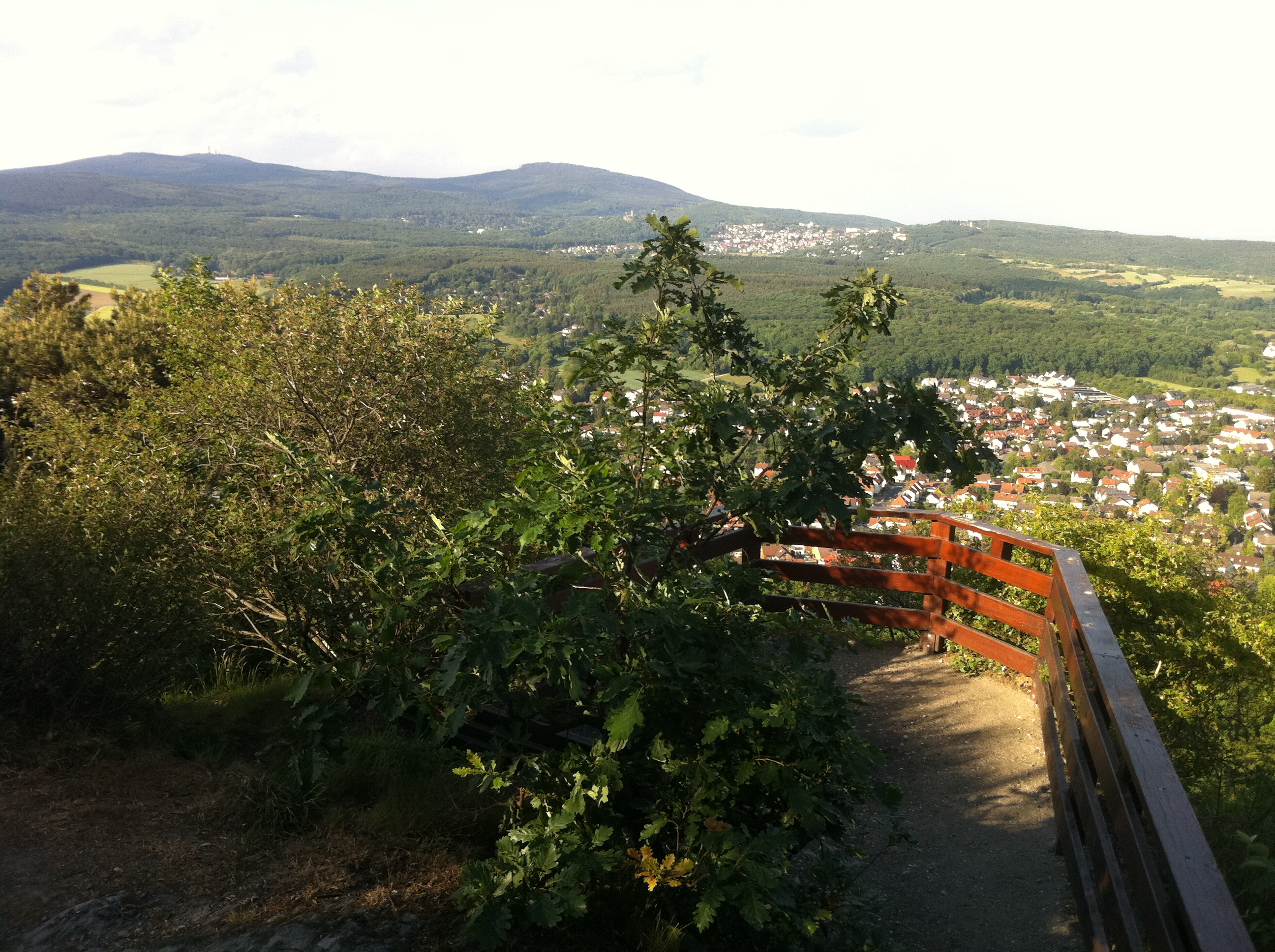
Vom Großen Mannstein sind Großer Feldberg und Altkönig zu sehen, davor Königstein

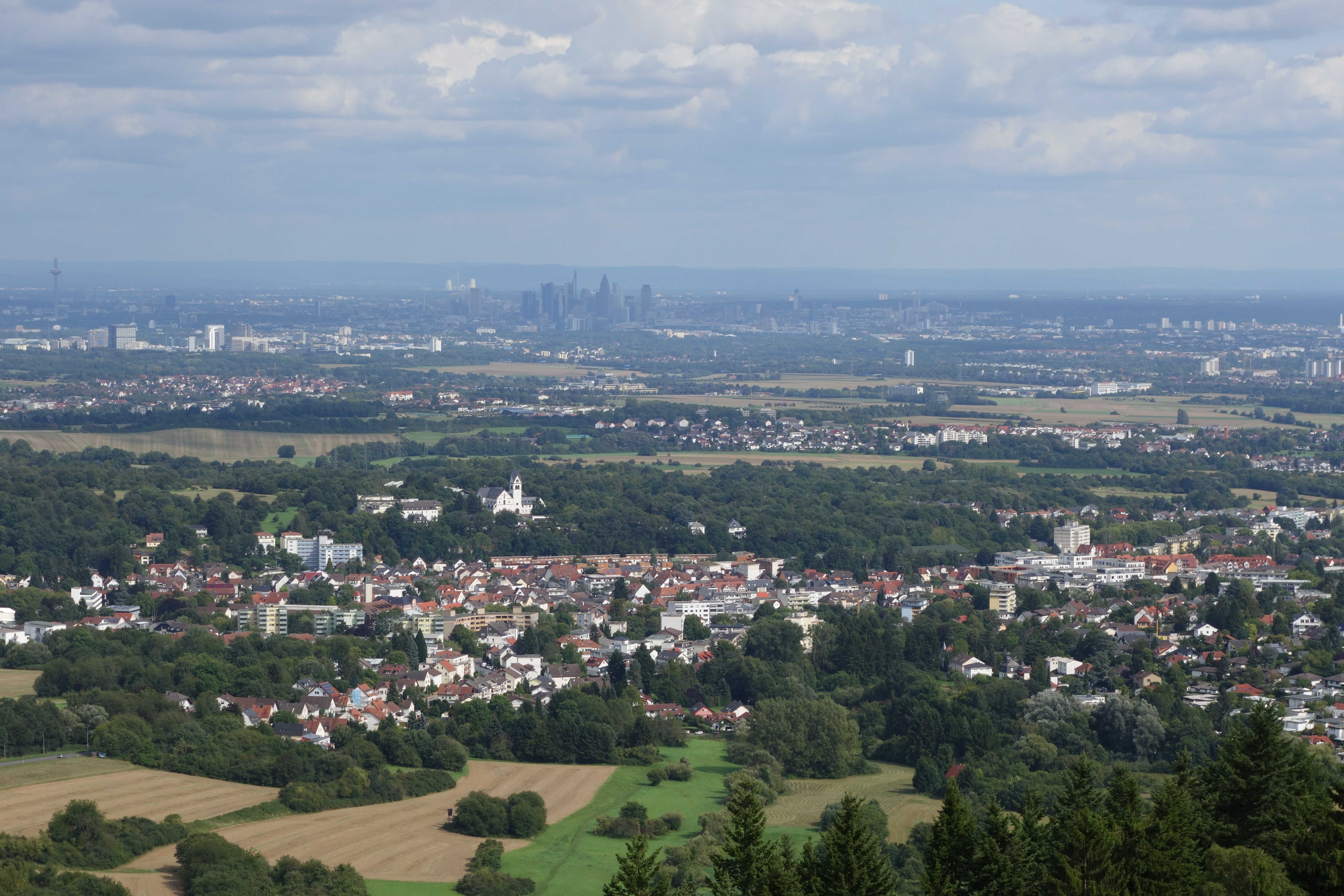
Weiter Blick vom Großen Mannstein über Kelkheim in Richtung Frankfurt am Main; im Hintergrund der Spessart.

Der Große Mannstein ist eine am östlichen Abhang des Staufens gelegene Felsengruppe und liegt ca. auf 430 m ü. NHN. Dort befindet sich ein vor allem bei Radfahrern und Wanderern beliebter Aussichtspunkt mit einem herrlichen Ausblick über den Taunus und die Rhein-Main Ebene. Einer Sage zufolge sollen die Felsen entstanden sein, als ein Ritter von einem Bergriesen versteinert wurde.
Bis 1987 stand einige Meter entfernt das Staufenhaus – eine 1880 von dem Frankfurter Bankier Albert von Reinach erbaute Villa, die 1924 als Waldgaststätte eingerichtet wurde.
Im Oktober 1838 trafen sich am Mannstein die Brüder Friedrich, Heinrich und Max von Gagern und schlossen den brüderlichen Treuebund fürs Leben.

#### Ringwall
Vor der Felsengruppe sind noch die Reste einer mittelalterlichen Burgstelle zu sehen. Es wird vermutet, dass sich innerhalb einer kleinen Wallanlage ein Holzturm zur Kontrolle der Straße vom Main bis an den Taunuskamm befand. Die kleine Burg wurde im Jahre 1361 erstmals erwähnt.
Indes wurde der sogenannte Hohestein am Staufen erst 1714 erwähnt und könnte als Grenzstein gedient haben. Es handelt sich um eine Schieferplatte aus grünlichem Quarzit, die etwa 80 cm aus dem Boden ragte. Sie wurde im Zuge einer Vermessung in den 1970er Jahren entfernt, wobei sich eine Gesamtlänge von 1,41 Meter bei einer durchschnittlichen Breite von 18 bis 25 cm herausstellte, und steht heute auf einem nahegelegenen Privatgrundstück.

## Öffentliche Einrichtungen

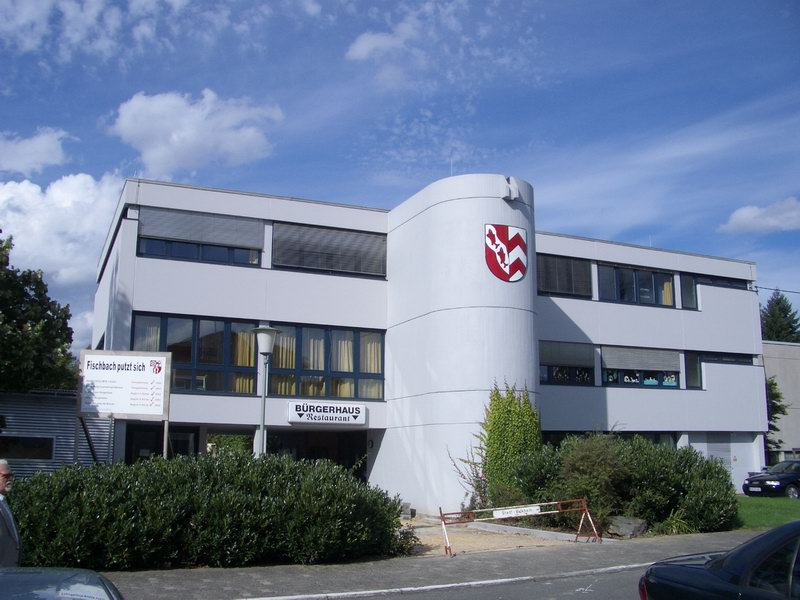
Ehemaliges Rathaus, heute Bürgerhaus

### Bürgerhaus
Das neue Fischbacher Rathaus am heute noch so genannten Rathausplatz wurde 1968 erbaut. Heute ist es als Bürgerhaus die Heimat Fischbacher Vereine. Sowohl das in Sichtbeton ausgeführte Rathaus als auch der als Parkplatz genutzte Rathausplatz sind typische Beispiele für die Anwendung des fragwürdigen Städtebaus der 1960er Jahre auch in kleineren Gemeinden.
Am Rathausplatz befindet sich außerdem das Feuerwehrhaus der Freiwilligen Feuerwehr des Stadtteils.

### Albert-von-Reinach-Schule
Die Albert-von-Reinach-Schule ist eine vierklassige Grundschule (1. bis 4. Klasse). Sie liegt oberhalb des Rathausplatzes in zwei Gebäuden. Ihr Einzugsbereich entspricht dem Stadtteil Fischbach. Die Schule ist nach Albert von Reinach (* 7. November 1842 in Frankfurt am Main; † 12. Januar 1905) benannt, einem Bankier aus Frankfurt, der sich 1880 eine Villa am Staufen bauen ließ und im Sommer bewohnte. Als Wohltäter unterstützte er die Fischbacher Schule. Das ältere der beiden Gebäude wurde 1952/54 errichtet, das neuere 1967. Der Komplex löste die alte Schule nahe der katholischen Kirche ab, welche dort seit mindestens 1822 stand und 1967 abgerissen wurde. Die erste Schule in Fischbach wurde bereits 1604 erwähnt.

### Eichendorffschule
Die Eichendorffschule besteht bereits seit 1972 in Kelkheim-Münster. Von 2002 bis 2006 wurde stufenweise die Gymnasiale Oberstufe Immanuel-Kant in die Eichendorffschule eingegliedert. Vom 1. August 2006 bis 31. Juli 2013 gehörte außerdem die ehemalige Staufenschule zur Eichendorffschule. Seit 1. August 2013 ist der EDS-Standort Fischbach eine eigenständige kooperative Gesamtschule mit dem Namen Gesamtschule Fischbach. Zusammen waren es im Schuljahr 2006/07 1.550 Schüler in 52 Klassen an 2 Standorten, die die Eichendorffschule besuchten. Davon 1271 in Münster und 279 in Fischbach. Von den 1271 Münsterern besuchten 262 Schülerinnen und Schüler die gymnasiale Oberstufe. Es unterrichteten 117 Lehrkräfte. Es können sowohl die allgemeine Hochschulreife (Abitur), als auch der Real- und Hauptschulabschluss an der Eichendorffschule erlangt werden.

### Staufenschule/Eichendorffschule/Gesamtschule Fischbach
Die Staufenschule (5. bis 10. Klasse) war eine additive Gesamtschule mit Förderstufe, die von Kindern aus den Stadtteilen Fischbach, Hornau, Ruppertshain und Eppenhain besucht wurde. Einige Jahre lang war sie eine Haupt- und Realschule (für Kinder aus allen Kelkheimer Stadtteilen sowie der Gemeinde Liederbach am Taunus), besaß jedoch auch einen bis zur 10. Klasse führenden Gymnasialzweig zur Vorbereitung auf die Gymnasiale Oberstufe (dies ist im Regelfall die Immanuel-Kant-Schule in Kelkheim-Münster). Zwischen dem 31. Juli 2006 und dem 31. Juli 2013 war sie Teil der Eichendorffschule Kelkheim und wurde EDS Standort Fischbach genannt. Seit dem 1. August 2013 ist die Schule mit mehr als 700 Schülerinnen und Schülern und rund 50 Lehrkräften wieder selbstständig und erhielt die Bezeichnung Gesamtschule Fischbach. Das Gebäude der Gesamtschule Fischbach mit seiner Waschbetonfassade zeigt die hessische Gesamtschulenarchitektur der 70er Jahre. Im Inneren haben allerdings viele Modernisierungen stattgefunden, so dass alle naturwissenschaftlichen Räume technisch auf dem neuesten Stand sind. Die Schule bietet eine Hausaufgabenschule als Nachmittagsbetreuung für die Schülerinnen und Schüler der Klassen 5 bis 7 an. Mittagessen wird in der neu gestalteten Mensa serviert. Die Drei-Felder-Sporthalle bietet Raum für den Sportunterricht und zahlreiche Arbeitsgemeinschaften.

### Staufenhalle
Nach jahrzehntelanger Planung konnte 2002 anstelle der alten, 1971 eröffneten Schulsporthalle eine neue Sporthalle eröffnet werden: die Staufenhalle. Als größter überdachter Raum Kelkheims und mit einer kleinen Tribüne ausgestattet, dient sie nicht nur dem Sportunterricht der beiden vorgenannten Schulen sowie mehreren Kelkheimer Sportvereinen, sondern auch regional bedeutsamen Veranstaltungen.

### Sportplatz
Sportveranstaltungen unter freiem Himmel finden dagegen auf dem Fischbacher Sportplatz statt, er liegt rund 200 Meter außerhalb der Wohnbebauung unterhalb des Kelkheimer Stadtwaldes am westlichen Rand des Ortes. Er dient vor allem den Fußball-Heimspielen des SV Fischbach 1912 und wurde am 31. Mai 1930 eingeweiht. 1952 folgte ein größerer Umbau, wobei unter anderem das Spielfeld um 90 Grad gedreht und um ein Gebäude mit Umkleidekabinen erweitert wurde. Am 2. August 1953 wurde zum zweiten Mal Einweihung gefeiert. 1982 wurden die Anlagen renoviert und um ein Clubheim ergänzt. In der Sommerpause 2008 wurde die Anlage mit einem modernen Kunstrasen ausgestattet. Die Platzeinweihung fand am 20. September 2008 im Beisein vieler Gäste und Besucher statt.

## Veranstaltungen und Vereine
Die mit Abstand größte regelmäßige Veranstaltung des Ortes findet bereits Anfang des Jahres statt: Fischbach gehört zu den größten „Hochburgen“ der Fassenacht im Rhein-Main-Gebiet. Der Rosenmontagszug findet seit dem Jahr 1969 statt und wird vom Fischbacher Carneval-Verein e. V. 1958 ausgerichtet. Der Umzug zieht regelmäßig um 14:11 neben den ca. 70 Umzugswagen und Fußgruppen rund 25.000 Besucher, ein Vielfaches der Einwohnerzahl, an.
Neben der Fischbacher Kerb, die am letzten Septemberwochenende auf dem Rathausplatz gefeiert wird, und dagegen eher lokale Bedeutung hat, richtet der Kerbeverein Fischbach auch den jährlichen Weihnachtsmarkt aus. Dieser findet jährlich am ersten Adventswochenende rund um die katholische Kirche Hl. Dreifaltigkeit statt.
Auch die Freiwillige Feuerwehr Fischbach/Ts. 1898 e. V. richtet jährlich ein Fest am Feuerwehrhaus aus.
Ein großes Gemeindefest der evangelischen Kirchengemeinde St. Johannes wird am Gedenktag des Kirchenpatrons (24. Juni) gefeiert.
Das Hanseklingerfest im Spätsommer wird am genannten Brunnen im Ortszentrum gefeiert, Veranstalter ist der örtliche Vereinsring.
Am Rettershof findet einmal jährlich an einem Sonntag im Herbst das Erntedank- und Handwerkerfest statt, bei dem sowohl Vereine, als auch Handwerker ihr Können zur Schau stellen.